# Isle Brewers
Isle Brewers is een civil parish in het bestuurlijke gebied South Somerset, in het Engelse graafschap Somerset met 150 inwoners.